# Одностатеве кохання
Термін "одностатева любов", або SGL (Same-gender-loving)- термін, придуманий афроамериканьким активістом Клео Манаго, - це опис гомосексуалів та бісексуалів в афроамериканській спільноті, який виник на початку 1990-х,  як афроамериканська гомосексуальна ідентичність.
SGL була адаптована як афроцентрична альтернатива тому, що вважається євроцентричною гомосексуальною ідентичністю (наприклад, гей та лесбійка), яка не підтверджує в культурному відношенні та не стосується історії та культури людей африканського походження. Термін SGL зазвичай має широкі, важливі та позитивні особисті, соціальні та політичні цілі та наслідки. 
У 2004 році в дослідженні афроамериканських чоловіків, більшість з яких було опитано з чорношкірих гей-організацій, 12% визначили себе як людей, які люблять одну стать, а 53% визначили себе геями.  Чоловіки, які відвідували фестивалі "Чорні гей-прайди" в дев'яти містах США у 2000 р., реагували подібним чином: 10% визнали себе SGL, 66% - геями, а 14% - бісексуалами. 
The National Black Men's Xchange - це найстаріший і найбільший американський рух на базі громади, присвячений пропаганді здорової саморецепції та поведінки, утвердженню культури та критичній свідомості серед SGL, геїв та бісексуальних чоловіків африканського походження та союзників. 